# Петровские ворота Петропавловской крепости
Петро́вские воро́та — триумфальные ворота Петропавловской крепости в Санкт-Петербурге, находящиеся в Петровской куртине между Государевым и Меншиковым бастионами. Выдающийся памятник истории и архитектуры стиля петровского барокко, единственный сохранившийся (с небольшими изменениями) образец триумфального сооружения того времени. Идеология, иконографическая программа и композиция подобных построек восходит к триумфальным сооружениям Древнего Рима, но непосредственно связана с актуальными событиями русской истории.

## История
Первые Петровские ворота с каменным основанием и деревянной верхней частью, с резным убранством были построены в 1708 году и полностью перестроены в камне в 1716—1717 годах — оба раза по проекту Доменико Трезини. Они облицованы известняком и выделяются на фоне тёмных стен. Изначально Д. Трезини создавал для них особенный проект, но в 1707 году он получил указ построить ворота «подобно Нарвским» (построенным в 1705 году на въезде в Нарвскую крепость).
При перестройке в камне западный фасад ворот был закрыт в связи с расширением стен для устройства казематов; с него сняли скульптуру орла, а стоявшие в нишах статуи поставили перед восточным фасадом на специальных постаментах.
Высота ворот — около 16 метров, ширина почти равна высоте, длина арки — 20 метров, высота свода — около семи метров, ширина — более четырёх. Ширина деревянного барельефа составляет 4.9 м, высота — 3.35 м.
Арка расчленена по горизонтали на два яруса сложным раскрепованным карнизом. Её венчает мощный аттик с полукруглым лучковым фронтоном, по его сторонам расположены две спиральные волюты. Аттик украшен деревянным резным панно «Низвержение Симона-волхва апостолом Петром» скульптора Конрада Оснера (по одной версии, перенесено с ворот 1708 года, по другой — сделано специально для каменных ворот). Это панно символизирует победы России в Северной войне: Симон отождествляется со шведским королём Карлом XII, апостол Пётр — c Петром I, при этом среди зрителей выделяется фигура, наделённая лицом Петра I, а действие происходит на фоне здания, напоминающего первый собор крепости. Барельефы на волютах изображают военные трофеи, они появились в 1730 году.
На фронтоне аттика выполнен горельеф с изображением благословляющего Саваофа, более объёмный по лепке, чем барельеф фронтона, и более совершенный по художественному исполнению.
В августе 1720 года над аркой, в замковом камне в середине нижнего яруса, установлен российский герб (двуглавый орёл), выполненный в свинце мастером Франсуа Вассу (до этого ворота украшал лепной алебастровый герб, раскрашенный «под дуб», вероятно, также работы Оснера; герб требовал частого ремонта, первый из которых состоялся в 1719 году). Вес герба составлял 68 пудов и 20 фунтов (~1120 кг). В 1723 году художник Александр Захаров и позолотчик Иван Уваров покрасили фигуру в чёрный цвет и позолотили короны, скипетр, державу, детали щита. После Октябрьской революции герб не сняли, а закрыли декоративными щитами.
На воротах первоначально располагалась деревянная скульптура апостола Петра с двумя ключами, по бокам от него Вера и Надежда (всего 7 статуй, 9 в 1740 году — две в нишах, две на постаментах, Павел, два гения славы, и Вера с Надеждой). После замены герба возникло предложение заменить лепные на кирпичных основах фигуры Афины, деревянный рельеф и два алебастровых также на свинцовые. Трезини уточнил заказ в августе 1722 года. Вассу отказался работать за предложенную цену, Растрелли заинтересовался художественной значимостью заказа и взялся за него, но Канцелярия от строений не нашла средств, и замысел не был реализован. Трезини в апреле 1725 года запросил хотя бы замену потрескавшихся от морозов известковых статуй на деревянные, заказ (барельефы «Военные трофеи») был выполнен к 1730 году, после того, как его отдали Петру Фёдорову, резчику из мастерской Пино.
По сторонам нижнего яруса ворот имеются рустованные тосканские пилястры, расположены ниши. Фасад ворот рустован практически сплошняком. В нишах помещены статуи, созданные французским скульптором Николя Пино: в левой нише ворот помещена статуя, символизирующая благоразумие, в руках у неё зеркало и змея, она одета в пеплос: «будь мудр, как змея, и, глядя в зеркало, думай, как есть на самом деле». В правой — храбрость в доспехах, на шлеме у неё изображена Саламандра (что является отступлением от канонов изображения богини), а в наплечном украшении есть маска Палланта. Статуи также известны как Осторожность и Стойкость; обе статуи олицетворяют разные образы Афины, Полиаду и Палладу. Беллона и Минерва сделаны из смеси серой гидравлической извести и песка.
Облик ворот перекликается с видом Петропавловского собора: оба сооружения ярусные, с горизонтальными тягами, волютами, оба входят в триумфальный ансамбль, ставший менее очевидным после 1750-х годов, когда с восточного фасада собора сняли обветшавшую скульптуру. Восточный фасад собора был виден в проёме арки, будто картина в раме. Теперь такому восприятию мешают разросшиеся деревья и более позднее здание цейхгауза. Стены были сложены из мягкого камня, кладка была закрыта и искажена штукатуркой ещё в XIX веке. Считается, что помимо канонической схемы древнеримской триумфальной арки ближайшим прототипом Петровских ворот является древнеримская Арка Гави в Вероне, в этом городе был Д. Трезини и безусловно видел римскую арку.
В 1941 году Петровские ворота были повреждены осколками снарядов при артобстреле во время блокады Ленинграда. В 1951 году архитекторами А. А. Кедринским, А. Л. Ротачом была произведена реставрация. Кровля ворот была сорвана взрывной волной, левая волюта разрушена осколками почти полностью. При реставрации со стен был снят слой штукатурки, достигавший 18 сантиметров. «Низвержение Симона волхва», барельеф с Саваофом и резные арматуры восстанавливали резчики И. Н. Болдосов и П. С. Румянцев. С барельефов и арматур были сняты старая краска и шпаклёвка, щели заделали сосновыми рейками, были восстановлены утраченные части; барельефы пропитали горячей олифой с раствором фтористого натрия для защиты от гниения и покрыли масляной краской. Мелкие утраченные детали двуглавого орла восстановили по моделям А. Ф. Гуржия, одновременно этот скульптор занимался реставрацией Афин. Скульптуры были расчищены от слоёв шпаклёвки и краски, утраченные детали восстановлены, поверхность пропитана горячей олифой.
В апреле-мае 2008 года в крепости проводились ремонтные работы.

## Фотогалерея

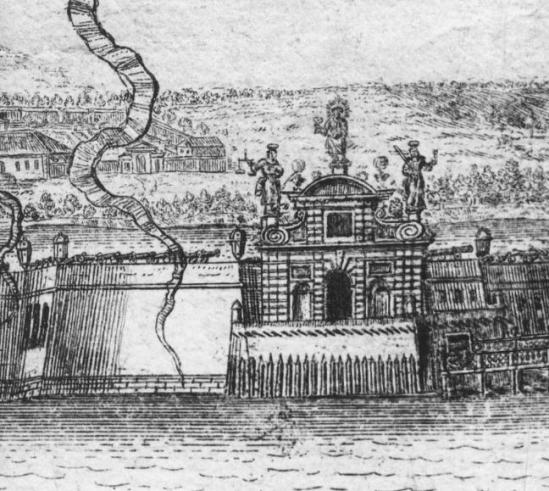
Петровские ворота. Гравюра А. Ф. Зубова. 1716. Офорт, резец
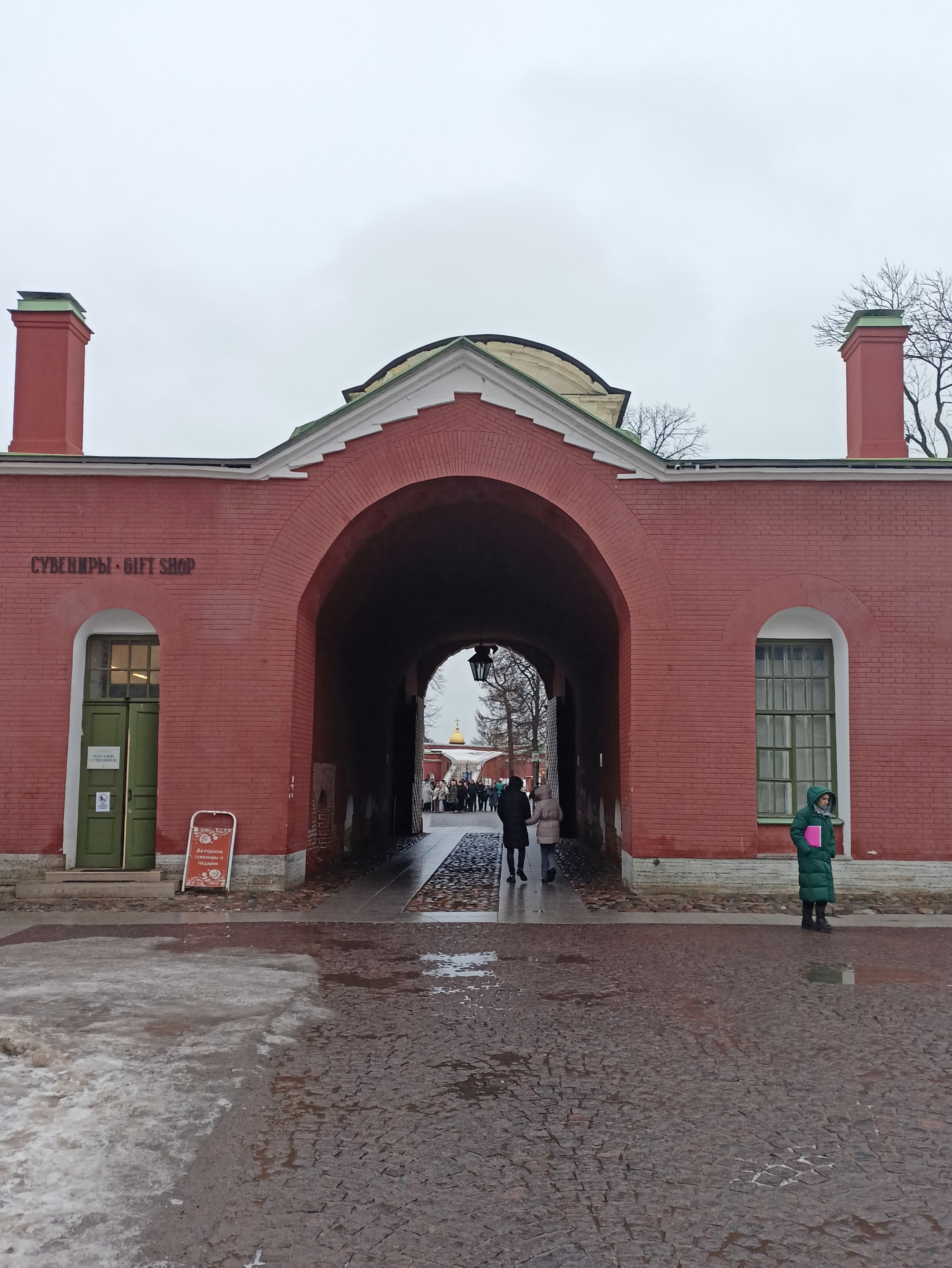
Петровские ворота. Внутренний фасад
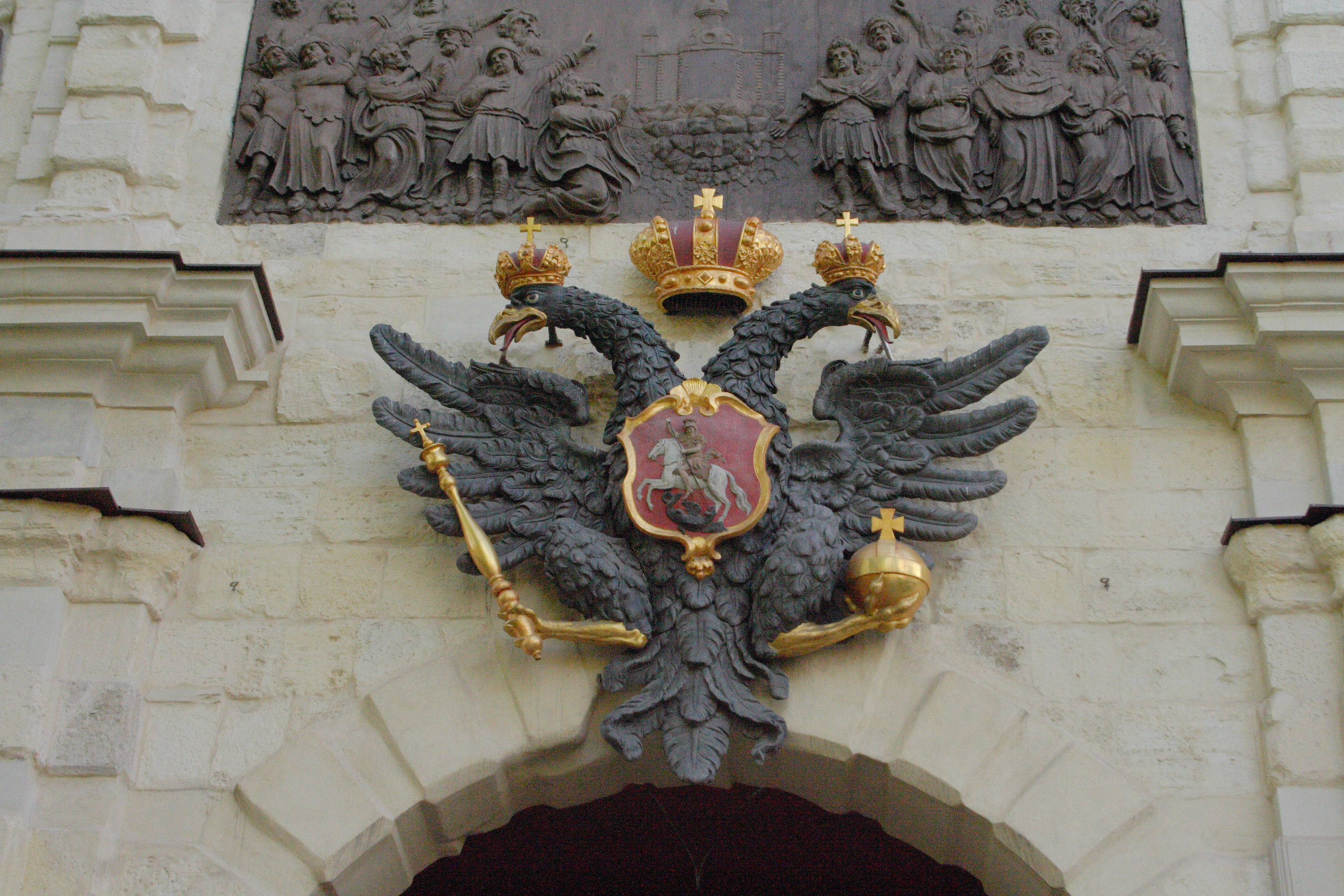
Герб Российской империи
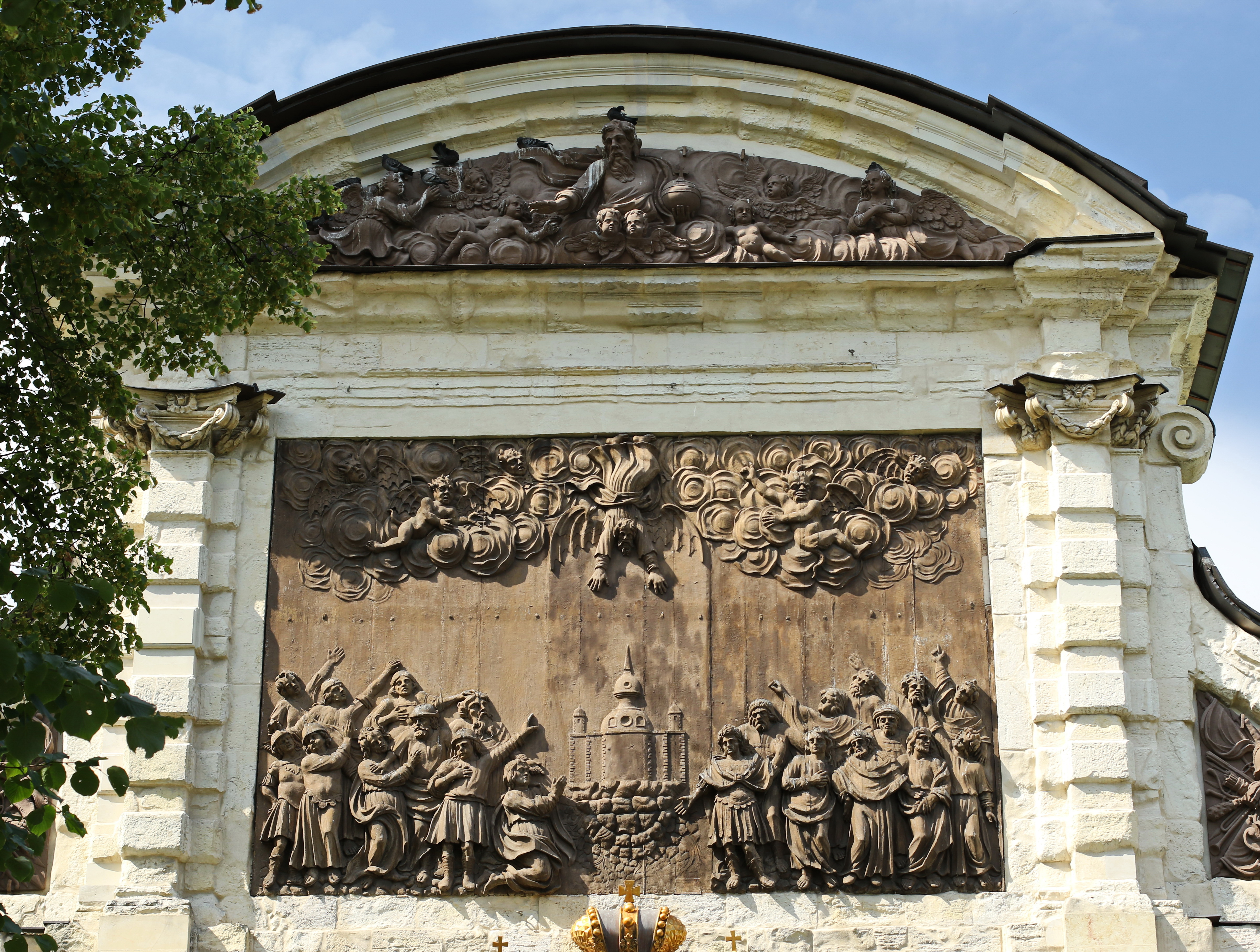
Барельеф «Низвержение Симона-волхва апостолом Петром»
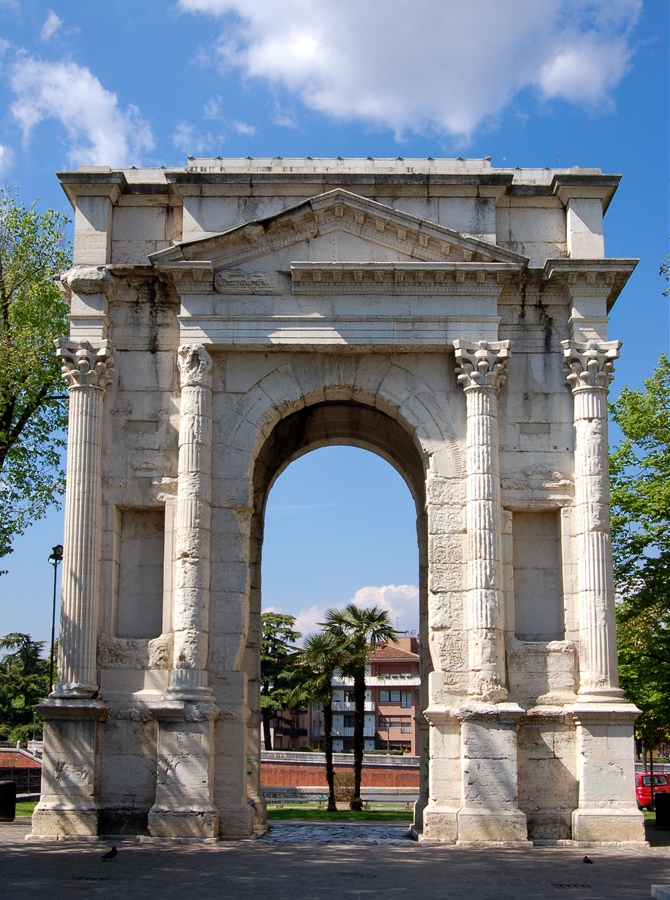
Арка Гави. I в. н. э. Верона